# Rhaphuma hooraiana
Rhaphuma hooraiana là một loài bọ cánh cứng trong họ Cerambycidae.